# Статистический последовательный анализ
Статистический последовательный анализ — раздел математической статистики, изучающий статистические методы, основанные на последовательной выборке, формируемой в ходе статистического эксперимента. Наблюдения производятся по одному (или, более общим образом, группами) и анализируются в ходе самого эксперимента с тем, чтобы на каждом этапе решить, требуются ли ещё наблюдения (решение о продолжении эксперимента) или наблюдений уже достаточно (решение об остановке эксперимента). Когда эксперимент остановлен, заключительное статистическое решение принимается на основе всех наблюденных в эксперименте данных. Таким образом, объём последовательной выборки (общее число наблюдений, используемое для принятия статистического решения) является случайной величиной, вследствие чего, помимо обычных характеристик качества статистического вывода (вероятностей ошибки в проверке гипотез, среднеквадратической ошибки в точечном оценивании и т. п.) последовательная статистическая процедура имеет ещё одну характеристику: средний объём выборки. Поскольку (традиционные) статистические процедуры, основанные на простой случайной выборке фиксированного объёма, являются частным случаем последовательных процедур, последовательные методы предоставляют большую гибкость в проведении статистического эксперимента, и потому во многих случаях более эффективны, чем традиционные статистические процедуры, с точки зрения среднего объёма наблюдений. Широко известным примером эффективного последовательного метода является последовательный критерий отношения вероятностей (критерий Вальда) в проверке гипотез.